# 西晉梁州行政區劃
曹魏舊州，州治所在南鄭縣（今陝西省漢中市），永嘉二年（308年）至五年（311年）州治在新城（今湖北省房縣）。其範圍相當今陝西省留壩、佛坪等縣以南，西鄉、鎮巴以西，重慶市大部，四川省川北地區，及貴州省桐梓、道真、正安等縣地，後期擴大至湖北省西北部。永寧元年（301年）以後梁州各地陸續淪陷，建興元年（313年）流人楊武攻陷梁州州治南鄭，西晉末梁州轄域僅剩今湖北省西北部一隅。

## 郡級行政區
西晉梁州初領7郡，後增置陰平（269年以前）、新都（266年置，285年廢）、宕渠（元康年間）3郡。泰始五年（269年）陰平郡移屬秦州，太康三年（282年）秦州廢州，武都、陰平2郡來隸，元康七年（297年）武都、陰平2郡復移屬秦州。元康六年（296年）荊州魏興、上庸、新城3郡來隸。永寧元年（301年）廣漢郡陷沒，太安元年（302年）梓潼、巴西、宕渠3郡陷沒，巴郡、巴東、涪陵3郡因與梁州州治南鄭交通中斷，於永興元年（304年）交由益州暫管。建興元年（313年）流人楊武攻陷漢中郡。西晉末，梁州僅領魏興、上庸、新城3郡。
漢中郡
曹魏舊郡，郡治南鄭縣（今陝西省漢中市漢台區），領南鄭、褒中、沔陽、樂城、南鄉5縣。西晉時南鄉縣改名西鄉縣（281年改名），樂城縣改名成固縣（280年以前），增置蒲池、黃金、興道3縣。太康十年（289年）封淮南王司馬允之子司馬迪為漢王，漢中郡改為漢國，永寧元年（301年）以後改封漢王司馬固為濟南王，國除為郡。永嘉元年（307年）李雄攻克漢中，五年（311年）為梁州刺史張光所收復。建興元年（313年）為流人楊武攻陷。
梓潼郡
曹魏舊郡，郡治梓潼縣（今四川省梓潼縣），領梓潼、涪、漢德、漢壽、劍門、白水、陰平、廣武8縣。泰始年間（265-269以前）陰平、廣武2縣移屬陰平郡；增置武連、黃安2縣。太安元年（302年）梓潼郡陷沒，永嘉四年（310年）短暫收復梓潼郡，明年（311年）正月為成漢李驤攻陷。
廣漢郡
曹魏舊郡，咸寧三年（277年）封齊王司馬攸之子司馬贊為廣漢王，改稱廣漢國。太康元年（280年）司馬贊死，明年廣漢國除國為郡。郡治雒縣（今四川省中江縣西），泰始二年（266年）移治廣漢縣（今四川省射洪縣南），領雒、什邡、綿竹、新都、陽泉、郪、廣漢、德陽、五城9縣。西晉初廢郪、陽泉、五城3縣；泰始二年（266年）雒、新都、綿竹、什邡4縣移屬新都郡，於太康六年（285年）復歸。永寧元年（301年）為李特所攻陷。
巴西郡
曹魏舊郡，郡治閬中縣（今四川省閬中市），領閬中、西充國、南充國、安漢、宕渠、宣漢、漢昌7縣。西晉初廢宣漢縣（後復縣），增置蒼溪、歧愜、平州3縣。元康年間（291-299）宕渠、漢昌、宣漢3縣移屬宕渠郡。太安元年（302年）巴西郡陷沒，永嘉四年（310年）短暫收復巴西郡，明年（311年）正月為成漢李驤攻陷。
宕渠郡
西晉元康年間（291-299）分巴西郡宕渠、漢昌、宣漢3縣置郡，郡治宕渠縣（今四川省渠縣東北）。宕渠郡後來陷沒，於永嘉四年（310年）短暫收復，不久又為成漢所攻陷。
新城郡
曹魏舊郡，郡治房陵縣（今湖北省房縣），領房陵、綏陽（281年以前曾改名秭歸）、昌魏、沶鄉4縣，至西晉末不變。
魏興郡
曹魏舊郡，郡治平陽縣（今湖北省鄖西縣西北），領平陽（280年改名興晉）、西城、安陽（280年改名安康）、魏陽、錫5縣。西晉初廢魏陽縣，增置長利（283年置）、洵陽（283年置）、鄖鄉（284年置）3縣。西晉末領興晉、安康、西城、錫、長利、洵陽、鄖鄉7縣。
上庸郡
曹魏舊郡，永康二年（301年）左右封晉武帝司馬炎之子清河王司馬遐三子司馬銓為上庸王，改稱上庸國；光熙元年（306年）改封豫章王，上庸國除國為郡。郡治上庸縣（今湖北省竹山縣西南），領上庸、武陵、巫（280年改名北巫）、安富、廣昌（280年改名庸昌）、建始（晉初改名微陽）6縣。西晉初增置上廉縣（晉初置），廢庸昌縣（281年廢）。西晉末領上庸、安富、北巫、武陵、微陽、上廉6縣。
新都郡（廢除）
泰始二年（266年）分廣漢郡雒、新都、綿竹、什邡4縣置，郡治雒縣（今四川省中江縣西）。咸寧三年（277年）封晉武帝之子司馬該為新都王，改稱新都國。太康四年（283年）司馬該死，新都國除國為郡。太康六年（285）廢郡併入廣漢郡。

## 縣級行政區
| 梁州（州治南鄭縣）                                                                 |               |          |                              |                                                                |                                                                                     |
| 說明：本表為西晉時期梁州各郡所轄的縣份；以深灰色表示者，為曾經建置，後來廢除的縣份 |               |          |                              |                                                                |                                                                                     |
| 郡名 （縣數）                                                                      | 郡治          | 縣名     | 今地位置(2013年1月)          | 隸屬郡國                                                       | 備注                                                                                |
| 漢中郡 （8）                                                                       | 南鄭縣        | 南鄭縣   | 今陝西省漢中市漢台區         | 漢中郡(265-316，漢國289-301)                                   |                                                                                     |
| 漢中郡 （8）                                                                       | 南鄭縣        | 褒中縣   | 今陝西省漢中市北             | 漢中郡(265-316，漢國289-301)                                   |                                                                                     |
| 漢中郡 （8）                                                                       | 南鄭縣        | 沔陽縣   | 今陝西省勉縣                 | 漢中郡(265-316，漢國289-301)                                   |                                                                                     |
| 漢中郡 （8）                                                                       | 南鄭縣        | 西鄉縣   | 今陝西省西鄉縣               | 漢中郡(265-316，漢國289-301)                                   | 曹魏時名南鄉縣，太康二年（281年）改名西鄉縣。                                       |
| 漢中郡 （8）                                                                       | 南鄭縣        | 成固縣   | 今陝西省成固縣               | 漢中郡(265-316，漢國289-301)                                   | 曹魏時名樂城縣，西晉時改名成固縣。                                                  |
| 漢中郡 （8）                                                                       | 南鄭縣        | 蒲池縣   | 地望不詳                     | 漢中郡(280前-316，漢國289-301)                                 | 西晉時置縣。                                                                        |
| 漢中郡 （8）                                                                       | 南鄭縣        | 黃金縣   | 今陝西省西鄉縣北             | 漢中郡(280前-316，漢國289-301)                                 | 西晉時置縣。                                                                        |
| 漢中郡 （8）                                                                       | 南鄭縣        | 興道縣   | 地望不詳                     | 漢中郡(280前-316，漢國289-301)                                 | 西晉時置縣。                                                                        |
| 梓潼郡 （8）                                                                       | 梓潼縣        | 梓潼縣   | 今四川省梓潼縣               | 梓潼郡(265-316)                                                |                                                                                     |
| 梓潼郡 （8）                                                                       | 梓潼縣        | 涪縣     | 今四川省綿陽市               | 梓潼郡(265-316)                                                |                                                                                     |
| 梓潼郡 （8）                                                                       | 梓潼縣        | 漢德縣   | 今四川省劍閣縣北             | 梓潼郡(265-316)                                                |                                                                                     |
| 梓潼郡 （8）                                                                       | 梓潼縣        | 晉壽縣   | 今四川省劍閣縣東北           | 梓潼郡(265-316)                                                | 曹魏時名漢壽縣，太康元年（280年）改名晉壽縣。                                       |
| 梓潼郡 （8）                                                                       | 梓潼縣        | 劍閣縣   | 今四川省劍閣縣北             | 梓潼郡(265-316)                                                | 曹魏時名劍門縣，西晉初改名劍閣縣。                                                  |
| 梓潼郡 （8）                                                                       | 梓潼縣        | 白水縣   | 今四川省廣元市西北           | 梓潼郡(265-316)                                                |                                                                                     |
| 梓潼郡 （8）                                                                       | 梓潼縣        | 武連縣   | 地望不詳                     | 梓潼郡(280前-316)                                              | 西晉時置縣。                                                                        |
| 梓潼郡 （8）                                                                       | 梓潼縣        | 黃安縣   | 地望不詳                     | 梓潼郡(280前-316)                                              | 西晉時置縣。                                                                        |
| 廣漢郡 （7）                                                                       | 雒縣 ↓ 廣漢縣 | 廣漢縣   | 今四川省射洪縣南             | 廣漢郡(265-316，廣漢國277-280)                                 |                                                                                     |
| 廣漢郡 （7）                                                                       | 雒縣 ↓ 廣漢縣 | 德陽縣   | 今四川省遂寧市東南           | 廣漢郡(265-316，廣漢國277-280)                                 |                                                                                     |
| 廣漢郡 （7）                                                                       | 雒縣 ↓ 廣漢縣 | 五城縣   | 今四川省中江縣               | 廣漢郡(265-266?、278-316，廣漢國278-280)                       | 西晉初廢縣，咸寧四年（278）復置縣，太康六年（285年）廢縣，元康七年（297年）又復縣。 |
| 廣漢郡 （7）                                                                       | 雒縣 ↓ 廣漢縣 | 雒縣     | 今四川省中江縣西             | 廣漢郡(265-316，廣漢國277-280)                                 |                                                                                     |
| 廣漢郡 （7）                                                                       | 雒縣 ↓ 廣漢縣 | 什邡縣   | 今四川省什邡市               | 廣漢郡(265-266)→新都郡(266-285，新都國277-283)→廣漢郡(285-316) |                                                                                     |
| 廣漢郡 （7）                                                                       | 雒縣 ↓ 廣漢縣 | 綿竹縣   | 今四川省綿竹市東南           | 廣漢郡(265-266)→新都郡(266-285，新都國277-283)→廣漢郡(285-316) |                                                                                     |
| 廣漢郡 （7）                                                                       | 雒縣 ↓ 廣漢縣 | 新都縣   | 今四川省新都縣               | 廣漢郡(265-266)→新都郡(266-285，新都國277-283)→廣漢郡(285-316) |                                                                                     |
| 廣漢郡 （7）                                                                       | 雒縣 ↓ 廣漢縣 | 陽泉縣   | 今四川省德陽市西北孝泉鎮     | 廣漢郡(265-266?)                                               | 西晉時廢縣。（不詳何時）                                                            |
| 廣漢郡 （7）                                                                       | 雒縣 ↓ 廣漢縣 | 郪縣     | 今四川省三台縣南郪江鎮       | 廣漢郡(265-266?)                                               | 西晉時廢縣。（不詳何時）                                                            |
| 巴西郡 （7）                                                                       | 閬中縣        | 閬中縣   | 今四川省閬中市               | 巴西郡(265-316)                                                |                                                                                     |
| 巴西郡 （7）                                                                       | 閬中縣        | 西充國縣 | 今四川省閬中市南             | 巴西郡(265-316)                                                |                                                                                     |
| 巴西郡 （7）                                                                       | 閬中縣        | 南充國縣 | 今四川省南部縣               | 巴西郡(265-316)                                                |                                                                                     |
| 巴西郡 （7）                                                                       | 閬中縣        | 安漢縣   | 今四川省南充市               | 巴西郡(265-316)                                                |                                                                                     |
| 巴西郡 （7）                                                                       | 閬中縣        | 蒼溪縣   | 地望不詳                     | 巴西郡(？-316)                                                 | 西晉初置縣。                                                                        |
| 巴西郡 （7）                                                                       | 閬中縣        | 岐愜縣   | 地望不詳                     | 巴西郡(？-316)                                                 | 西晉初置縣。                                                                        |
| 巴西郡 （7）                                                                       | 閬中縣        | 平州縣   | 今四川省平昌縣               | 巴西郡(280-316)                                                | 太康元年（280）置縣。                                                               |
| 宕渠郡 （3）                                                                       | 宕渠縣        | 宕渠縣   | 今四川省渠縣東北             | 巴西郡(265-296?)→宕渠郡(296?-316)                              |                                                                                     |
| 宕渠郡 （3）                                                                       | 宕渠縣        | 漢昌縣   | 今四川省巴中縣               | 巴西郡(265-296?)→宕渠郡(296?-316)                              |                                                                                     |
| 宕渠郡 （3）                                                                       | 宕渠縣        | 宣漢縣   | 今四川省儀隴縣東             | 巴西郡(265-266?)→(廢縣)→宕渠郡(290前-316)                      | 西晉初廢縣，（不詳何時）後復置縣。                                                  |
| 新城郡 （4）                                                                       | 房陵縣        | 房陵縣   | 今湖北省房縣                 | 新城郡(265-316)                                                |                                                                                     |
| 新城郡 （4）                                                                       | 房陵縣        | 綏陽縣   | 今湖北省興山縣西北           | 新城郡(265-316)                                                | 曹魏名綏陽縣，西晉初改名秭歸縣，太康二年（281年）恢復舊縣名。                       |
| 新城郡 （4）                                                                       | 房陵縣        | 昌魏縣   | 今湖北省房縣南               | 新城郡(265-316)                                                |                                                                                     |
| 新城郡 （4）                                                                       | 房陵縣        | 沶鄉縣   | 今湖北省南漳縣西南           | 新城郡(265-316)                                                |                                                                                     |
| 魏興郡 （7）                                                                       | 興晉縣        | 興晉縣   | 今湖北省鄖西縣西             | 魏興郡(265-316)                                                | 曹魏名平陽縣，西晉太康元年（280年）改名興晉縣。                                     |
| 魏興郡 （7）                                                                       | 興晉縣        | 安康縣   | 今陝西省石泉縣東南           | 魏興郡(265-316)                                                | 曹魏名安陽縣，西晉太康元年（280年）改名安康縣。                                     |
| 魏興郡 （7）                                                                       | 興晉縣        | 西城縣   | 今陝西省安康市               | 魏興郡(265-316)                                                |                                                                                     |
| 魏興郡 （7）                                                                       | 興晉縣        | 錫縣     | 今陝西省白河縣               | 魏興郡(265-316)                                                |                                                                                     |
| 魏興郡 （7）                                                                       | 興晉縣        | 長利縣   | 今湖北省鄖西縣西南           | 魏興郡(283-316)                                                | 西晉太康四年（283年）分錫縣置。                                                     |
| 魏興郡 （7）                                                                       | 興晉縣        | 洵陽縣   | 今陝西省旬陽縣               | 魏興郡(283-316)                                                | 西晉太康四年（283年）置縣。                                                         |
| 魏興郡 （7）                                                                       | 興晉縣        | 鄖鄉縣   | 今湖北省鄖縣                 | 魏興郡(284-316)                                                | 西晉太康五年（284年）置縣。                                                         |
| 魏興郡 （7）                                                                       | 興晉縣        | 魏陽縣   | 今湖北省十堰市張灣區西黃龍鎮 | 魏興郡(265-316)                                                | 西晉時不可考。                                                                      |
| 上庸郡 （6）                                                                       | 上庸縣        | 上庸縣   | 今湖北省竹山縣南             | 上庸郡(265-316，上庸國301-306)                                 |                                                                                     |
| 上庸郡 （6）                                                                       | 上庸縣        | 安富縣   | 地望不詳                     | 上庸郡(265-316，上庸國301-306)                                 |                                                                                     |
| 上庸郡 （6）                                                                       | 上庸縣        | 北巫縣   | 地望不詳                     | 上庸郡(265-316，上庸國301-306)                                 | 曹魏名巫縣，西晉太康元年（280年）平定東吳後，改名北巫縣，以區別江南的巫縣。         |
| 上庸郡 （6）                                                                       | 上庸縣        | 微陽縣   | 今湖北省竹山縣西北           | 上庸郡(265-316，上庸國301-306)                                 | 曹魏名建始縣，西晉太康元年（280年）平定東吳後，改名微陽縣，以區別建平郡的建始縣。   |
| 上庸郡 （6）                                                                       | 上庸縣        | 上廉縣   | 今陝西省平利縣西北           | 上庸郡(280前-316，上庸國301-306)                               | 西晉時置縣，縣名以水名上廉水命名。                                                  |
| 上庸郡 （6）                                                                       | 上庸縣        | 武陵縣   | 今湖北省竹山縣西             | 上庸郡(265-316，上庸國301-306)                                 |                                                                                     |
| 上庸郡 （6）                                                                       | 上庸縣        | 庸昌縣   | 地望不詳                     | 上庸郡(265-281)                                                | 曹魏名廣昌縣，西晉太康元年（280年）改名庸昌縣，明年廢縣。                           |

## 出處
1. ↑  《華陽國志》卷8〈大同志〉：「〔永嘉二年〕更用順陽內史江夏張光為刺史，治新城。」
2. 1 2  《晉書》卷5〈孝愍帝紀〉：「〔建興元年〕十一月，流人楊武攻陷梁州。」
3. 1 2  《晉書》卷14〈地理志上〉：「惠帝復分巴西置宕渠郡，統宕渠、漢昌，宣漢三縣，并以新城、魏興、上庸合四郡以屬梁州。」
4. ↑  《華陽國志》卷8〈大同志〉：「永興元年春正月，尚至江陽，軍司辛寶詣洛表狀。詔書權統巴東、巴郡、涪陵三郡，供其軍賦。」
5. ↑  《晉書》卷3〈武帝紀〉：「〔太康十年〕立濮陽王子迪為漢王。」；卷4〈惠帝紀〉：「〔永寧元年〕秋七月甲午，立吳王晏子國為漢王。」；卷64〈武十三王傳〉：「固初封漢王，改封濟南。」
6. ↑  《華陽國志》卷8〈大同志〉：「〔永嘉元年〕夏五月，雄遣李離、李雲、李璜、李鳳入漢中。……〔五年〕梁州刺史張光復治漢中。」
7. 1 2  《華陽國志》卷8〈大同志〉：「〔太安元年〕梓潼太守張演委倉庫走巴西，巴西郡丞毛植、五官襄班舉郡降特。……〔永嘉〕四年，天水文石殺雄太宰李國，以巴西降尚。梓潼、巴西還屬。……五年，春正月，李驤破涪城，獲〔譙〕登，巴西、梓潼復為雄有。」
8. ↑  《晉書》卷3〈武帝紀〉：「〔咸寧三年〕立齊王子贊為廣漢王。；〔太康元年〕十二月戊辰，廣漢王贊薨。」
9. ↑  《華陽國志》卷8〈大同志〉：「〔永寧元年〕冬十月……〔李〕特等得廣漢。」
10. ↑  《華陽國志》卷8〈大同志〉：「〔永嘉〕四年，天水文石殺雄太宰李國，以巴西降尚。梓潼、巴西還屬。初，巴西譙登詣鎮南謂荊州督鎮南將軍劉弘。請兵。鎮南無兵，表為揚烈將軍、梓潼內史，義募三巴蜀漢民為兵，克服州郡。先征宕渠，殺雄巴西太守馬脫。」
11. ↑  《晉書》卷5〈孝懷帝紀〉：「光熙元年十一月……癸酉，即皇帝位……永嘉元年……三月……庚午，立豫章王詮為皇太子。」；卷64〈武十三王傳〉：「銓初封上庸王，懷帝即位，更封豫章王。二年，立為皇太子。」
12. ↑  《晉書》卷3〈武帝紀〉：「〔咸寧三年〕八月癸亥，立皇子該為新都王；〔太康四年〕冬十一月戊午，新都王該薨。」
13. ↑  《晉書》卷14〈地理志上〉：「新都郡，泰始二年置」，「又分廣漢置新都郡」，「太康六年九月，罷新都郡并廣漢郡」。
14. ↑  《宋書》卷37〈州郡志三·漢中太守〉：「西鄉令，蜀立曰南鄉，晉武帝太康二年更名。」；《元和郡縣圖志》卷22〈山南道三·洋州〉：「本漢漢中郡成固縣地，先主分成固立南鄉縣，為蜀重鎮。晉改為西鄉縣。」
15. ↑  《輿地廣記》卷32〈利州路〉：「二漢屬漢中郡，蜀改為樂城，晉復故。」
16. ↑  《宋書》卷37〈州郡志三·晉壽太守〉：「晉壽令，屬梓潼。何志晉惠帝立。按《晉起居注》，武帝太康元年，改梓潼之漢壽曰晉壽。」
17. ↑  《宋書》卷38〈州郡志四·廣漢太守〉：「伍城令，晉武帝咸寧四年立，太康六年省，〔元康〕七年又立。」
18. ↑  《輿地廣記》卷31〈梓州路〉：「二漢屬廣漢郡，晉省之。」
19. ↑  《宋書》卷38〈州郡志四·巴西太守〉：「平州令，晉武帝太康元年，以野民歸化立。」
20. ↑  《方輿勝覽》卷59〈夔州路達州〉：「後漢分宕渠置宣漢……劉璋分屬巴西郡，晉省宣漢縣。」；《宋書》卷38〈州郡志四·南宕渠太守〉：「宣漢令，前漢無，後漢屬巴郡，《晉太康地志》無。」
21. ↑  《宋書》卷37〈州郡志三·新城太守〉：「綏陽令，魏立，後改為秭歸，晉武帝太康二年，復為綏陽。」
22. ↑  《宋書》卷37〈州郡志三·魏興太守〉：「興晉令，魏立曰平陽，晉武帝太康元年更名。」
23. ↑  《宋書》卷37〈州郡志三·安康太守〉：「安康令，二漢安陽縣，屬漢中，漢末省。魏復立，屬魏興。晉武帝太康元年更名。何云魏立，非也。」
24. ↑  《宋書》卷37〈州郡志三·魏興太守〉：「錫縣令，前漢長利縣，屬漢中，後漢省。晉武帝太康四年復立，屬魏興。」
25. ↑  《宋書》卷37〈州郡志三·魏興太守〉：「旬陽令，前漢有，後漢無，晉武帝太康四年復立。」
26. ↑  《水經注》卷28〈沔水〉：「漢水又東逕鄖鄉縣故城南，謂之鄖鄉灘。縣，故黎也，即長利之鄖鄉矣。《地理志》曰：有鄖關。李奇以為鄖子國。晉太康五年，立以為縣。」
27. ↑  吳增僅《三國郡縣表》考証：「洪《志》郡屬，有北巫縣，蓋據晉志。案太和二年魏所分新城之巫，上無「北」字，吳宜都郡雖亦有巫縣，與魏分立，無取南北以為識別。及晉武平吳，南北一家，始於巫縣之在北者，加「北」字以別於南。沈《志》引何《志》云晉武帝立北巫縣，亦以晉武改為北巫，遂誤云晉武立也。」（《二十五史補編》第3冊第2886頁）
28. ↑  《宋書》卷37〈州郡志三·上庸太守〉：「微陽令，魏立曰建始，晉武帝改。」
29. ↑  《太平寰宇記》卷141〈金州利平縣〉：「本漢西城地，兩漢及魏蓋為西城縣地。晉於今縣南平利川置上廉縣，取上廉水為名。」
30. ↑  《宋書》卷37〈州郡志三·魏興太守〉：「廣昌子相，何志屬上庸，晉成帝立。晉地記，武帝太康元年，改上庸之廣昌為庸昌，二年省。疑是魏所立。」

### 書籍
- 吳增僅，《三國郡縣表》，上海：開明書局，1937
- 李錫甫，《漢晉城陽郡沿革考》，國立編譯館館刊第6卷第一期，1977
- 劉琳，《華陽國志校注》，成都：巴蜀書社，1984
- 李曉杰，《東漢政區地理》，北京：人民出版社，1987
- 胡阿祥，《六朝疆域與政區研究》（增訂本），北京：學苑出版社，2005
- 錢儀吉、楊晨，《三國會要》，上海：上海古籍出版社，2006
- 陳健梅，《孫吳政區地理研究》，長沙：岳麓書社，2007
- 孔祥軍，《三國政區地理研究》，南京：南京大學歷史系，2007
- 任乃強，《華陽國志校補圖注》，上海：上海古籍出版社，2009
- 孔祥軍，《晉書地理志校注》，北京：新世界出版社，2012
- 胡阿祥、孔祥軍、徐成合著，《中國行政區劃通史·三國兩晉南朝卷》，上海：復旦大學出版社，2014
- 范曄，《後漢書》，維基文庫
- 房玄齡，《晉書》，維基文庫
- 沈約，《宋書》，維基文庫
- 魏收，《魏書》，維基文庫
- 李吉甫，《元和郡縣圖志》，維基文庫
- 樂史，《太平寰宇記》，維基文庫
- 歐陽忞，《輿地廣記》，維基文庫
- 酈道元，《水經注》，維基文庫